# Lapidaria margaretae
Lapidaria margaretae är en isörtsväxtart som först beskrevs av Schwant., och fick sitt nu gällande namn av Moritz Kurt Dinter och Schwant. Lapidaria margaretae ingår i släktet Lapidaria och familjen isörtsväxter. Inga underarter finns listade i Catalogue of Life.

## Bildgalleri

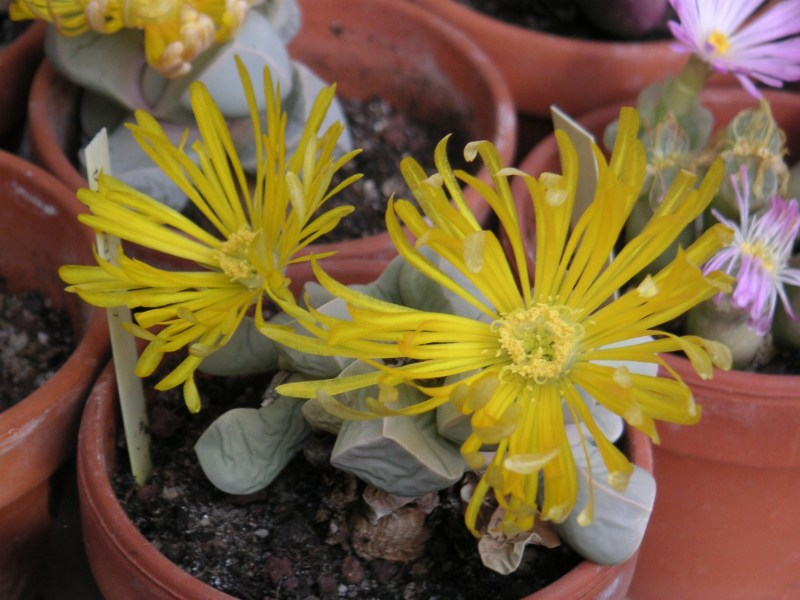
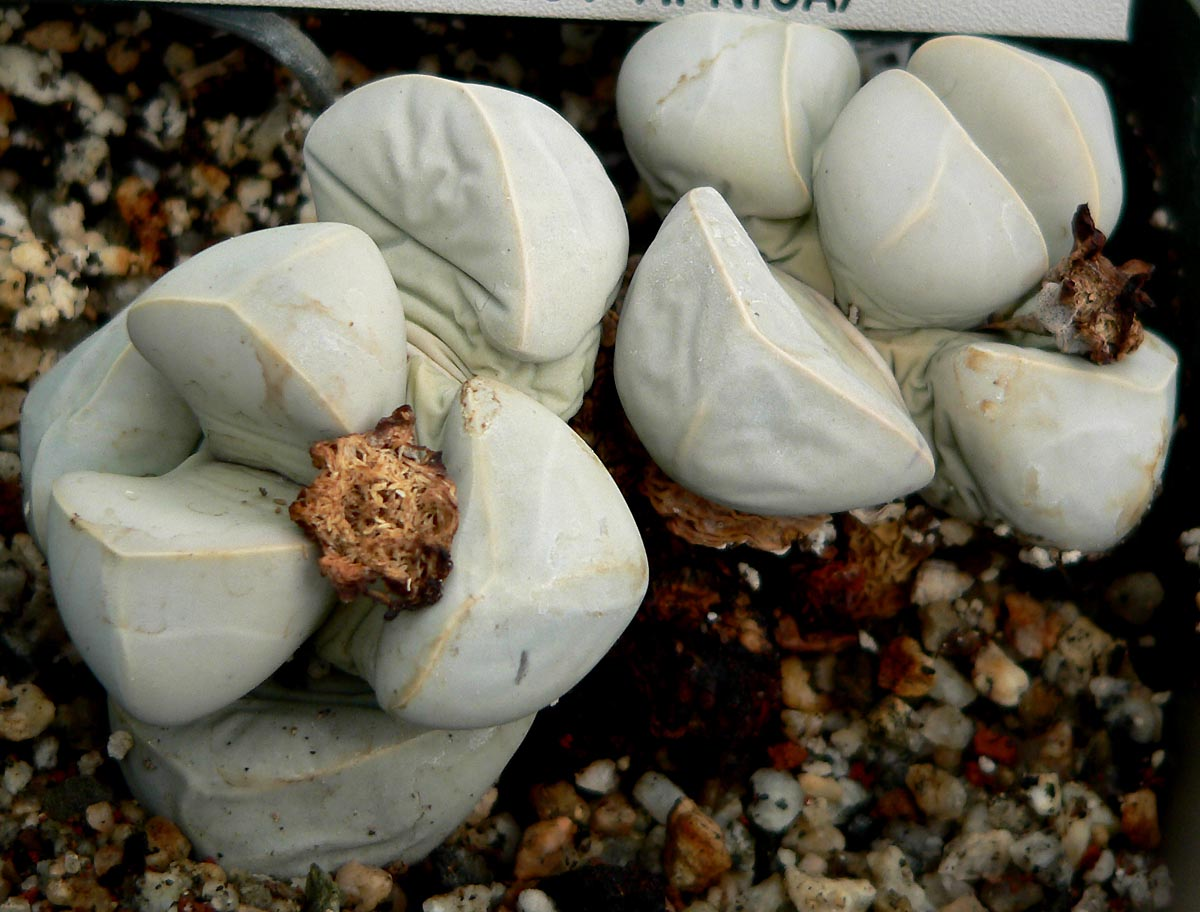
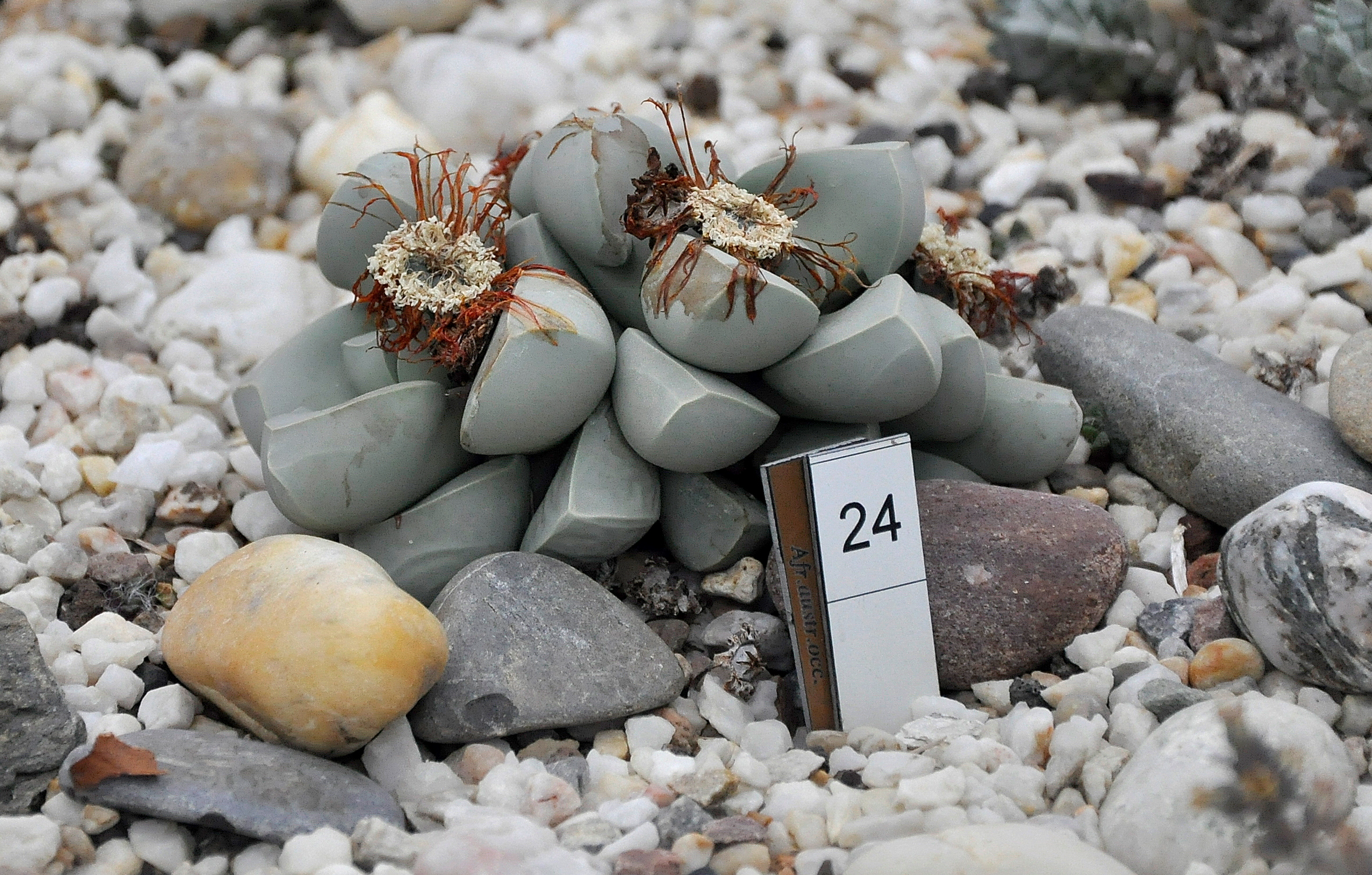
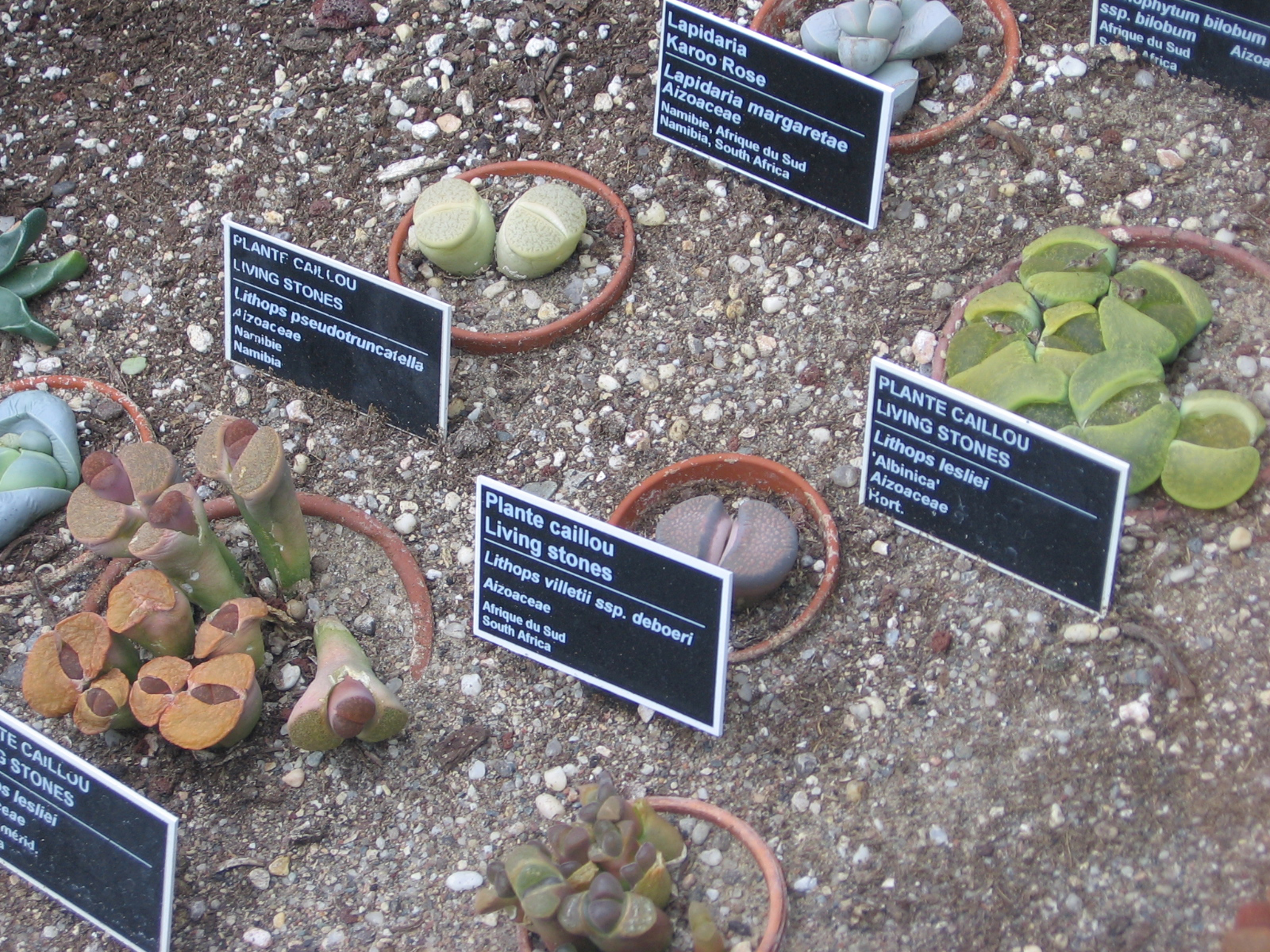